# Mesobuthus mesopotamicus
Pour les articles homonymes, voir Mesobuthus et Mesopotamicus.
Espèce
Synonymes
- Buthus eupeus mesopotamicus Penther, 1912

Mesobuthus mesopotamicus est une espèce de scorpions de la famille des Buthidae.

## Distribution
Cette espèce est endémique d'Irak,. Elle se rencontre en Mésopotamie de la province d'Erbil à la province d'Al-Basra.

## Description
La femelle syntype mesure 52 mm.
Le mâle décrit par Kovařík, Fet, Gantenbein, Graham, Yağmur, Šťáhlavský, Poverenni et Nouvruzov en 2022 mesure 44,09 mm et la femelle 54,63 mm.

## Systématique et taxinomie
Cette espèce a été décrite sous le protonyme Buthus eupeus mesopotamicus par Penther en 1912. Elle suit son espèce dans le genre Mesobuthus en 1950. Elle est placée en synonymie avec Mesobuthus eupeus phillipsii par Kovařík, Yağmur, Fet et Navidpour en 2011. Elle est relevée de synonymie et élevée au rang d'espèce par Kovařík, Fet, Gantenbein, Graham, Yağmur, Šťáhlavský, Poverenni et Nouvruzov en 2022.
La population de Turquie qui avait été attribuée à cette espèce a été décrite comme espèce distincte, Mesobuthus faiki, par Yağmur, Kovařík et Fet en 2024.

## Étymologie
Son nom d'espèce lui a été donné en référence au lieu de sa découverte, la Mésopotamie.

## Publication originale
- Penther, 1912 : « Wissenschaftliche Ergebnisse der Expedition nach Mesopotamien, 1910. Scorpiones. » Annalen des Kaiserlich-Königlichen Naturhistorischen Hofmuseums in Wien, vol. 26, no 1/2, p. 109–115 (texte intégral).